# Mar-biti-apla-usur
Mar-biti-apla-usur (en akkadien : ), mort vers 975 av. J.-C., est un roi de Babylone appartenant à la VIIe dynastie dite « Élamite », qui règne à l'époque de la Babylonie post-kassite d'environ 980 à 975 av. J.-C..

## Biographie
Son nom signifie en français : « Ô Marbīti, protège l'héritier ».
Il est un contemporain du roi assyrien Ashur-resh-ishi II.
Selon une chronique dynastique babylonienne, il est le seul et unique représentant d'une « dynastie élamite », ce qui signifierait qu'il est originaire d'Élam, même si son nom est en akkadien et donc babylonien.
On ne sait pratiquement rien de plus de lui, en dehors de quatre têtes de flèches inscrites à son nom et le parant du titre de « Roi de l'univers », qui paraît bien ambitieux à une période où aucun pouvoir politique ne parvient à stabiliser la Babylonie ou même les régions voisines. Le fait que ces objets soient dans une collection iranienne pourrait renforcer le lien de ce roi avec cette région, mais il est difficile d'en tirer des conclusions allant plus loin.

## Famille

### Mariage et enfants
De son mariage avec une femme inconnue, il eut peut-être selon certaines sources :
- Nabû-mukin-apli (en)